# Naturdenkmal Felsen
Das Naturdenkmal Felsen mit der Nummer 2.2.2.3 und einer Größe von 2,19 ha liegt westlich von Niedermarpe im Stadtgebiet von Eslohe. Das Gebiet wurde 2008 mit dem Landschaftsplan Sundern durch den Hochsauerlandkreis als Naturdenkmal (ND) ausgewiesen.